# Arga (Fluss)
Der Arga ist ein 145 km langer rechter Nebenfluss des Aragón. Er entspringt in den westlichen Pyrenäen etwa 20 km nördlich von
Pamplona. Von Beginn an fließt er beinahe durchwegs in Richtung Süden. Dabei durchquert er mehrere Städte und Ortschaften sowie landwirtschaftliche Flächen.
Südlich von Funes mündet er schließlich in den Aragón.

## Nebenflüsse
Rechte Nebenflüsse:
- Río Ulzama bei Villava
- Río Juslapeña bei Olza
- Río Araquil bei Olza
- Río Salado bei Mendigorría

Linke Nebenflüsse:
- Río Urbi bei Huarte
- Río Elorz bei Pamplona
- Río Robo bei Puente la Reina